# Tu (etnia)
Los tu (chino: 土族; pinyin: Tu zú) son uno de los 56 grupos étnicos reconocidos oficialmente por el gobierno de la República Popular China. Con una población aproximada de 200 000, habitan principalmente en la provincia de Qinghai, aunque también se pueden encontrar algunos grupos en la de Sichuan.

## Idioma
Los tu tienen su propio idioma, el huzhu (también llamando monguor o mangghuer). Gran parte de su vocabulario es muy similar al idioma mongol aunque también comparte características con la lengua de los dongxiang y los bonan. La lengua es hablada aproximadamente por 35 mil personas en la provincia de Qinghai.
El idioma huzhu tiene tres dialectos diferentes. Hasta hace poco tiempo, este idioma no tenía lenguaje escrito, por lo que se utilizaban los alfabetos tibetanos y chinos. En 1979 se desarrolló un sistema de escritura, basado en el sistema chino, que quedó rápidamente implantado entre los tu.

## Historia
La relación histórica entre este pueblo y el mongol parece evidente. Los tu se llaman a sí mismos mongguer (mongoles) o chahan mongguer (mongoles blancos), lo que indica que en sus orígenes ambas etnias estuvieron estrechamente relacionadas. Existen otras versiones que relacionan a los tu con el antiguo pueblo nómada de los tuguhun. 
Los tu se establecieron en las áreas que habitan en la actualidad y empezaron a cultivar las tierras. Al igual que les sucedió a otras minorías, pronto se vieron sometidos por otras etnias mayoritarias, aunque los tu protagonizaron diversos levantamientos, sobre todo contra los han.

## Cultura
Los trajes tradicionales de los tu están hechos con telas y ricos brocados. Los trajes femeninos son más coloridos que los masculinos, ya que los hombres tu suelen utilizar telas oscuras para vestirse. Las mujeres visten con chaquetas cortas, abrochadas al lado que completan con un chaleco.
Hasta hace pocos años, la edad ideal de matrimonio para una mujer tu eran los 15 años. Si una joven no había contraído matrimonio a los 20 años, se le permitía mantener relaciones con cualquier hombre del pueblo. Si de estas relaciones nacía algún hijo, la comunidad entera se hacía cargo de su educación. Las chicas solteras indican su estatus peinando sus cabellos con una única trenza.
Las viviendas tu se construyen alrededor de un patio central de forma cuadrangular al que denominan ma. Las casas se construyen con muros de elevada altura con columnas realizadas con piedras blancas que sirven para ahuyentar a los malos espíritus. La cocina se sitúa en la parte este de la vivienda, mientras que la zona destinada a vivienda principal se sitúa en la parte sur del patio central.

## Religión
Influenciados por los tibetanos, algunos tu se han convertido al budismo en los últimos años. Sin embargo, el chamanismo sigue siendo muy importante entre los miembros de esta etnia.
Los tu adoran al dios de la abundancia, al dios de la cocina y a otros dioses. El dios de la familia está considerado el protector familiar, por lo que se le venera de forma especial. Cada pueblo tu tiene un chamán que les orienta en los asuntos espirituales.
Los tu realizan cada año el "festival Nadun" que gira en torno al fala, un médium tu. Durante el festival, este médium atraviesa su cuerpo con 12 agujas de hierro para entrar en contacto con el dios Erlang.